# ミヤマトウバナ
ミヤマトウバナ（深山塔花、学名：Clinopodium micranthum var. sachalinense）は、シソ科トウバナ属の多年草。イヌトウバナを基本種とする変種。

## 特徴
茎は直立または斜めに立ち上がり、高さは30-70cmになり、茎はほとんど無毛かまばらに毛があり、ふつう上部で枝分かれする。葉は対生し、長さ1-2cmの葉柄がある。葉身は長卵形で、長さ2.5-6cm、幅1.5-4cm、葉先は鋭頭または鈍頭、基部はくさび形になり、縁には鋸歯がある。葉の両面にまばらに毛が生え、裏面の腺点は目立たない。
花期は7-9月。枝先や上部の葉腋に花穂をつけ、枝先の花穂は長さ3-10cmになる。花は数段、やや接してまばらに輪生し、花穂の軸には下向きに曲がった毛が生える。仮輪の下につく小苞葉は線形で、小花柄より短い。萼は筒状2唇形で、長さ約4mmになり、上唇は3裂、下唇は2裂し、ごく短い毛があって裂片は尾状にとがり、縁に開出毛が散生する。花冠は白色でわずかに紅紫色を帯び、長さ5-6mm、上唇は浅く2裂し、下唇は3裂する。雄蕊は4個のうち下側の2個は少し長い。果実は4個の分果で、長さは約0.7mmになる。

## 分布と生育環境
日本では、北海道、本州の鳥取県氷ノ山以北に分布し、谷間の林内に生育する。世界では、千島列島、サハリンに分布する。

## ギャラリー
- 花穂は塔形で萼に短毛がある。
- 花冠は白色でわずかに紅紫色を帯びる。